# Gabarhavik
De gabarhavik (Micronisus gabar) is een roofvogel uit de familie havikachtigen (Accipitridae) en het monotypische geslacht Micronisus. Het is een op een sperwer gelijkende vogelsoort die voorkomt in Afrika

## Kenmerken
De gabarhavik is 28 tot 36 cm lange vogel; dit is het formaat van een sperwer. De vogel is van boven duifachtig grijs en de op borst en buik heeft het verenkleed een fijne horizontale streping. de keel en de bovenkant van de borst zijn ook grijs gekleurd. De staart is donker leigrijs met vier donkere dwarsstrepen. Verder heeft de gabarhavik een opvallende witte stuit. De snavel is zwart met aan het begin een gele washuid. De poten zijn oranje-rood.

## Verspreiding en leefgebied
De gabarhavik heeft een groot verspreidingsgebied in geheel Afrika ten zuiden van de Sahara. Het is een schuwe vogel die lastig waarneembaar is. Soms komt deze havik plotseling in grotere aantallen voor, hetgeen wijst op een vorm van trekgedrag. Het leefgebied bestaat uit licht bebost gebied, vaak - maar niet altijd- in de buurt van waterlopen.
De soort telt drie ondersoorten:
- M. g. niger: van Gambia en Senegal tot Ethiopië tot Kameroen en zuidelijk Soedan, zuidwestelijk Arabië.
- M. g. aequatorius: van Ethiopië tot Gabon, noordelijk Zambia en Mozambique.
- M. g. gabar: van zuidelijk Angola tot zuidelijk Mozambique en Zuid-Afrika.

## Status
De gabarahavik heeft een enorm groot verspreidingsgebied en daardoor alleen al is de kans op de status kwetsbaar (voor uitsterven) uiterst gering. De grootte van de populatie is niet gekwantificeerd, maar waarschijnlijk stabiel. Om deze redenen staat de gabarhavik als niet bedreigd op de Rode Lijst van de IUCN.